# Janelle Parks
Pour les articles homonymes, voir Janelle et Parks.
Janelle Parks, née le 1er août 1962 à Kettering, dans l'Ohio, est une coureuse cycliste américaine.

## Palmarès
- 1983
  - 2e du championnat des États-Unis sur route
- 1984
  - 10e de la course en ligne des Jeux olympiques
- 1985
  - Tour de l'Aude cycliste féminin
  - 2e étape du Tour de l'Aude cycliste féminin
- 1986
  - 2e du championnat du monde sur route
  - 3e du championnat des États-Unis sur route
- 1987
  -  Championne des États-Unis sur route
- 1988
  - 3e du Tour of the Gila
  - 4e étape du Tour of the Gila
- 1992
  - 2e du Tour of the Gila
- 1993
  - 2e étape du Tour of the Gila